# Sola Flyvestation
Sola Flyvestation er en militær installation i Sola kommune, beliggende sammen med den civile lufthavn, Stavanger lufthavn (Sola). Flyvestationen er forsvarets hovedbase for maritime helikopteroperationer og er vært for 134. luftving.
Flyvestationens historie går tilbage til 29. maj 1937, da Stavanger Flyveplads blev åbnet af Kong Haakon 7. Stationering af militære flyafdelinger på flyvepladsen blev vedtaget i 1939. Under krigen blev flyvepladsen overtaget og udbygget af tyskerne sammen med Forus flyplads som en vigtig base for de tyske fly, der overvågede og patruljerede Nordsøen og farvandet nær norskekysten. I 1973 blev Sola base for redningshelikoptere. Sola havde status som hovedflystation frem til 1993.
| Luftfart | Spire Denne artikel om flyvning er en spire som bør udbygges. Du er velkommen til at hjælpe Wikipedia ved at udvide den. |

58°52′36″N 05°38′16″Ø / 58.87667°N 5.63778°Ø